# 津田宗元
津田 宗元（つだ むねもと）は、江戸時代前期の岡山藩士。織田信長の甥・信氏の孫にあたる。

## 略歴
慶長4年（1599年）、織田藤左衛門家（小田井織田家）の織田忠辰の三男として誕生。幼い時に津田元綱の養子となる。
池田輝政、利隆、光政の3代に仕えた。
承応3年（1654年）、備前国にて死去。享年56。